# シクロノナテトラエン
シクロノナテトラエン(Cyclononatetraene)は、化学式C9H10の有機化合物である。1969年に、後述の芳香属アニオンへの水素化で初めて合成された。不安定であり、室温で半減期50分で、6π逆旋的電子閉環反応により、3a,7a-ジヒドロ-1H-インデンに異性化する。紫外線に晒されると、光化学的8π電子閉環反応により、ビシクロ[6.1.0]ノナ-2,4,6-トリエンとなる。

## シクロノナテトラエニルアニオン
シクロノナテトラエニルアニオンは、10π芳香属系である。trans,cis,cis,cis異性体（パックマン型）とall-cis異性体（凸九角形）の2つの異性体が知られている。前者の方が不安定で、-40℃から室温の範囲で、後者に異性化する。
all-cis異性体C9H9-は、9-クロロビシクロ[6.1.0]ノナ2,4,6-トリエン(1)をリチウムまたはカリウムで処理することで得られる。C-C-C結合角が120°ではなく140°になっていることによる環ひずみに関わらず、この分子は平面状で、D9th対称性を持つと考えられている。リチウム塩は、シクロペンタジエンと反応して、リチウムシクロペンタジエニドを与え、シクロノナテトラエンは、シクロペンタジエンよりも弱い酸であることが分かる。

## シクロノナテトラエニルカチオン
シクロノナテトラエニルカチオンは、8π系である。
その中間体は、1の加溶媒分解であることが示されている。1の容易な加溶媒分解は、カチオンが安定化されることを示唆している。計算的及び実験的証拠は、C9H9+が基底状態でメビウス芳香族性を示す稀な例であることを示唆している。